# Рік Воррен
Річард Дуейн «Рік» Воррен (англ. Richard Duane "Rick" Warren; нар. 28 січня 1954 року в Сан-Хосе, Каліфорнія ) — американський священик і автор бестселерів християнських книг. Його книга Цілеспрямоване життя (оригінальна англійська назва: The Purpose Driven Life) була перекладена 137 мовами та приблизно 32 мільйонами копій у всьому світі (станом на 2012 рік). 
Рік Воррен є пастором євангельської  мегацеркви Седдлбек  в Лейк-Форесті, Каліфорнія .  Рік Воррен здобув освіту в баптистських закладах. Заснована ним церква (Saddleback Church) є баптистською церквою і належить до Південної баптистської конвенції (SBC).

## Живіть і дійте
Воррен народився 28 січня 1954 року в Сан-Хосе в сім'ї Джиммі і Дот Ворренів. Його батько був баптистським пастором, а мати — бібліотекарем. Від них він навчився перш за все щедрості і гостинності. 
Після закінчення середньої школи він вивчав теологію та отримав ступінь бакалавра мистецтв у Каліфорнійському баптистському університеті в Ріверсайді та ступінь магістра богослов’я у Південно-західній баптистській теологічній семінарії у Форт-Верті в 1979 році. Він також отримав ступінь доктора філософії в Теологічній семінарії Фуллера в Пасадені (Каліфорнія). Крім того, він удостоєний кількох почесних докторських ступенів.
У 1980 році Воррен заснував Церкву Седдлбек, яку очолював відтоді. За їхніми власними заявами, щотижня 22 000 віруючих відвідують 19 філій у південній Каліфорнії. Інші філії громади є в Берліні, Гонконзі, Буенос-Айресі та Манілі. 
20 січня 2009 року Рік Воррен звернувся до заступницької молитви  під час інавгурації Барака Обами. 
Дивно, але нещодавно він висвятив трьох жінок на міністри, чого в СБК не передбачено. Це призвело до гарячих суперечок серед американських євангелістів. 

## Особисте
Воррен одружений з Кей, у них троє дорослих дітей (Емі, Джош і Метью) і двоє онуків. 5 квітня 2013 року його син Метью, який тривалий час страждав від тяжкої депресії, покінчив із життям. Це самогубство також мало значний вплив на служіння і проповідь Воррена  
Його особистий статок у 2019 році оцінювався в 25 мільйонів доларів 

## КнигаЦілеспрямоване життя
Воррен найбільш відомий своєю книгою The Purpose Driven Life, яка більше двох років очолювала розділ у твердій палітурці списку бестселерів New York Times. Воррен описує п'ять біблійних принципів, які необхідні для повноцінного життя:
- Поклоніння ставить Бога в центр мого життя
- Громада ототожнює мене з церквою Божою
- Учнівство: наслідування Ісуса дозволяє мені рости і дорослішати
- Служіння: через милосердя я служу Богу
- Євангелізація: я передаю Божу звістку іншим людям

З 2003 року понад 700 зібрань  у Німеччині, Австрії та Швейцарії та близько 40 000 громад у всьому світі найрізноманітніших конфесій, форм і деномінацій взяли участь у книжковій кампанії. Члени зборів-учасників щодня читають частину книги і обговорюють її в малих групах і на службах. 

## Критика
Розрізнені консервативні євангельські проповідники звинувачують Воррена в прагматизмі, поверховості та впливі думки Нью-Ейдж, частково через його імовірного наставника Роберта Шуллера. Євангеліє Ісуса Христа передається скорочено, неповно і тому фальсифіковано, аспекти Божої святості, людського гріха, покарання та покаяння нехтують.   Річард Абанес захищає Воррена від звинувачень Нью Ейдж.    
Світські та ліберальні критики критикували Воррена за його консервативні позиції щодо гомосексуальності та абортів, які маскуються його сучасними методами та невимушеними формами. 